# Засечки
Засе́чки (англ. serif) в антиквенных шрифтах — короткий, обычно перпендикулярный штрих на конце буквы, с которого начинается и которым заканчивается основной штрих знака. Это один из основных признаков шрифтовой формы. В старой литературе его иногда называют «отсечкой». Согласно распространённому мнению, засечки направляют движение глаз вдоль строк при чтении крупных массивов печатного текста. Они способствуют связи букв в единую линию, облегчая визуальное восприятие и удобочитаемость текста. Засечки имеют большое значение в формообразовании рисунка шрифтов и их декоративных качеств.
Однако исследования не подтверждают существование сколь либо существенной разницы при чтении текста, написанного шрифтами с засечками и без.

## Классификация засечек
- по форме (треугольные, прямоугольные/брускообразные, волосные, закругленные, шипообразные)
- по направленности (горизонтально и вертикально направленные)
- по ритмическому расположению (односторонние и двусторонние)
- по сложности (простые и декоративные)[2][3]

Засечки могут быть скругленными в месте соединения с основным штрихом (англ. adnate serif), а могут соединяться под углом и без скругления (англ. abrupt serif). Шрифт без засечек называется «sans serif» или «sans-serif» (от фр. sans — «без»). В некоторых[каких?] типографских источниках шрифт без засечек называют гротесковым (рубленым) или готическим, а шрифт с засечками — романским.
Шрифты с засечками широко используются в книгах, газетах и других печатных изданиях, использующих классический типографский шрифт.